# ルーク・ジェラム

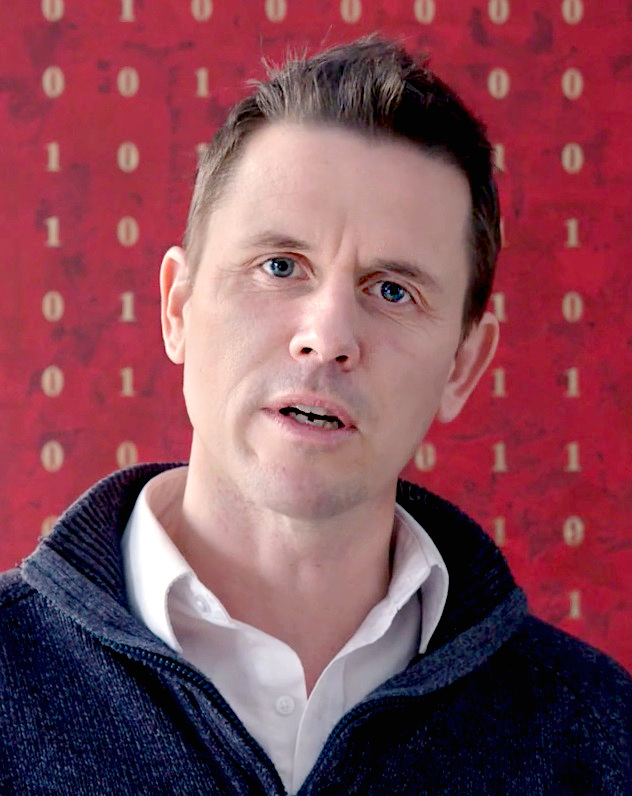
Luke Jerram (2017)

ルーク・ジェラム（Luke Jerram、1974年 - ）は、ブリストルを拠点とするイギリスのインスタレーション・アーティスト。彫刻作品のほか、大規模なインスタレーションや、ライブ・アートなどのプロジェクトを手がけている。
ジェラムは、自らのアートのアイデアを展開するために、極端な条件の場所へと旅することを繰り返しており、ラップランドの森から、サハラ砂漠の砂丘まで足を運び、「Sky Orchestra」のような作品や、ガラス製のウィルスの彫刻を作品を制作してきた。2008年に発表された書籍『Art in Mind』は、ジェラムの旅の一部を記録したものであり、ウォーターシェッドから出版された。

## 生い立ちと教育
ジェラムは、ストラウドで育ち、1997年にカーディフ・スクール・オブ・アート・アンド・デザイン（カーディフ・メトロポリタン大学アート・アンド・デザイン学部）を1997年に卒業した。

## 経歴
ジェラムは、1997年から、プロフェッショナルに、アート・インスタレーションを創作し始めた。
ジェラムは2001年に、NESTAから3年間のフェローシップを授与された。この研究期間中に、「スカイ・オーケストラ (Sky Orchestra)」が設計されたが、これは、7機の熱気球を夜明けに、都市の上空へ飛ばし、空から音楽を人々に聞かせるというものであった。2006年、この作品はロイヤル・シェイクスピア・カンパニーとフィアース演劇祭から委嘱され、コンプリート・ワークス演劇祭の期間中にストラトフォード＝アポン＝エイヴォン上空を飛んだ。2007年には、シドニー・フェスティバルの際に、スカイ・オーケストラが飛ばされた。
ウィルス学研究者である、ブリストル大学のアンドリュー・デイヴィッドソン (Andrew Davidson) や、専門的な吹きガラス職人たちのチームと組んだジェラムは、一連の微生物のガラス彫刻を創作し、それらの作品は世界中の多数の収集家の個人蔵となるとともに、ロンドンのウェルカム・コレクションやブリストル市立博物館・美術館の所蔵品となっている。2007年、ジェラムは、微生物のガラス彫刻によって、画像医学院賞 (Institute for Medical Imaging Award) を受賞した。
2008年、ジェラムの「プレイ・ミー、アイム・ユアーズ (Play Me, I'm Yours)」の展示が各地の都市を巡回し始めた。ニューヨーク、ブラジルの都市、バルセロナなど世界中の46都市の公共空間に、1300台以上のピアノが設置された。公園、鉄道駅、市場をはじめ、橋やフェリーなど様々な場所に置かれたピアノは、誰もが弾いて楽しめるようにされた。
ジェラムは、多数の国際的な芸術祭をはじめ、画廊やイベントに参加しており、これまでにもシドニー・フェスティバル、ロンドンのウェルカム・コレクション（2010年）、ニューヨークのヘラー・ギャラリー (Heller Gallery)（2010年）、サンノゼ・ビエンナーレ (San Jose Biennale)（2010年）、リヴァプールのFACT（2009年）、ロンドンのICA（2009年）、シドニー・フェスティバル（2009年）、ロンドンのスミスフィールド・ギャラリー (Smithfield Gallery)（2009年）、東京の森美術館（2009年）、バーミンガムのフィアース演劇祭（2008年）、ブリストルのアーノルフィニ（2007年）などに出品している。サウサンプトン大学の音響研究所 (Institute of Sound and Vibration Research, ISVR) との共同作業により、ジェラムは工学・物理科学研究会議 (EPSRC) から22万5千ポンドの資金を提供され、風によって音を生じ、歌うような構造物である「イオラス (Aeolus)」という作品を設計、制作し、各地を巡回させることになった。ジェラムは、研究所の研究員となり、アーツカウンシル・イングランド (ACE) と EPSRCからの多額の支援を受けてイオラスは2011年に制作され、2012年にイギリスの各地を巡回した
ジェラムは、クリエンティブ・コンサルタントとしても活動している。彼の顧客にはロッテルダムの「With de Witte Festival」や、ロンドンのアダム・ミツキェヴィチ・インスティテュート（ポーランド文化院）、ストラトフォード＝アポン＝エイヴォンのロイヤル・シェイクスピア・カンパニーなどがある。

## 個人
ジェラムは、色覚異常を持っている

## おもな作品
- Aeolus
- Play Me, I'm Yours
- Glass Microbiology
- My RSC
- Dream Director
- Sky Orchestra
- Plant Orchestra

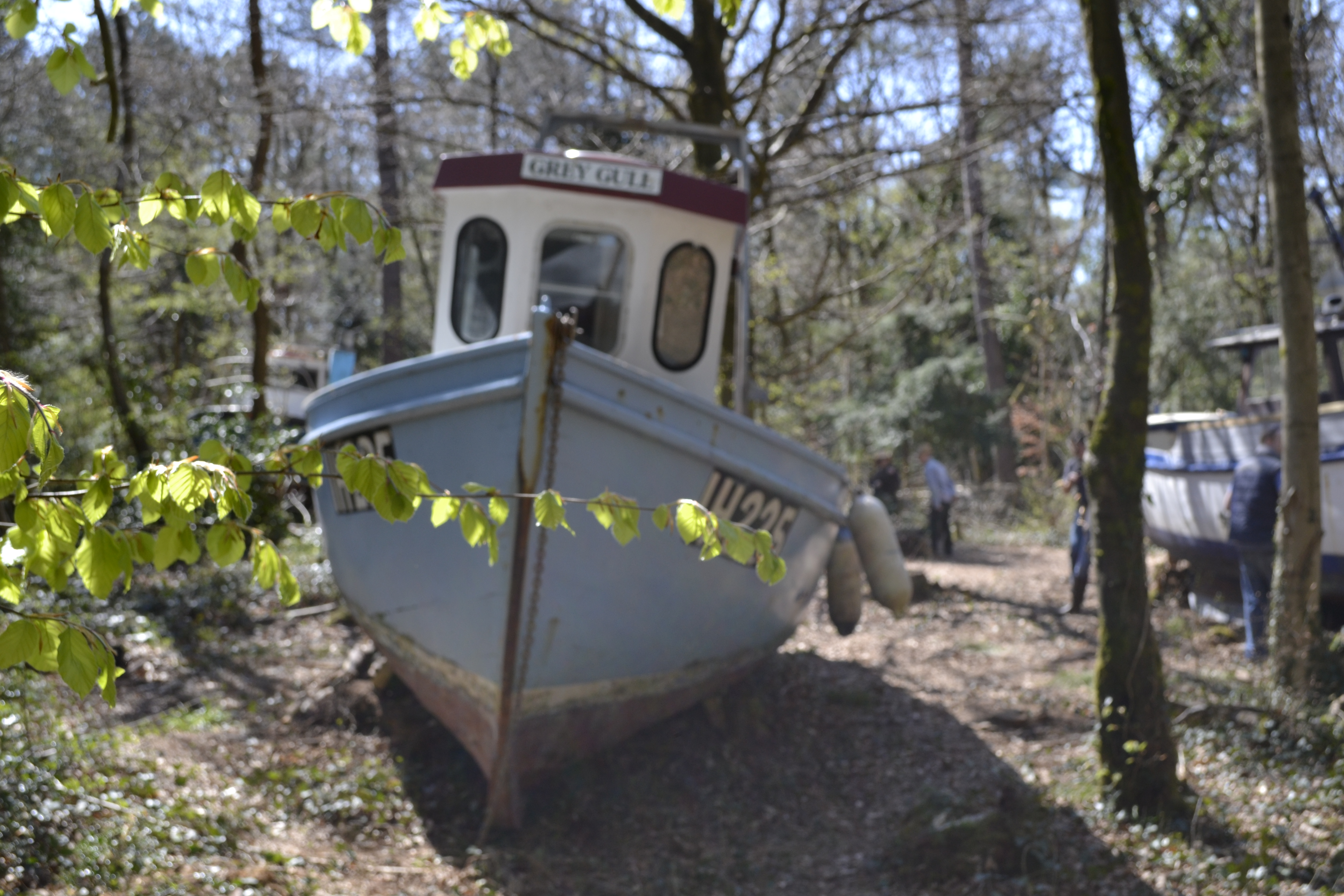
「Withdrawn』の一部、エイボン渓谷から引き上げられ、リー・ウッズのあらぬところに置かれた船。

- Retinal Memory Volume
- Tide
- Maya[12]
- Withdrawn (2015)[13]

## おもな受賞歴
- ガラス美物館（英語版）（アメリカ合衆国ワシントン州タコマ） - フェローシップ、2011年
- 芸術プログラムのためのACE資金 - 「イオラス」の巡回、2010年
- コーニング・ガラス博物館（英語版）、第25回ラコウ賞 (Rakow Award)、2010年
- 工学・物理科学研究会議 (EPSRC) PPE資金 - サウサンプトン大学音響研究所 (ISVR) とともに、2009年
- アーツカウンシル・イングランド (ACE) 芸術プログラム資金 - 「Dream Director」巡回、2008年
- クラーク・バーサリー (Clark Bursary: UK Digital Art Award) - ウォーターシェッド、2006年
- 芸術・人文科学研究会議（英語版） (AHRC) 芸術・科学フェローシップ - 西イングランド大学ブリストル校（英語版）、2005年 - 2006年
- NESTA フェローシップ、2002年 - 2005年
- アーツカウンシル・イングランド (ACE) 資金 - 「Tide」巡回、2001年
- Da2 Digital Arts Development Agency[14]、1999年

## レジデンシー
- ブリストル、Pervasive Media Studio、2009年
- リヴァプール欧州文化首都、FACT、2008年
- ソダンキュラ、ラップランド地球物理学観測所 (Geophysical Observatory Lapland)、2003年
- ブリストル、ウォーターシェッド・メディア・アーツ・センター、2003年
- ラトビア、リガ、RIXC、2003年
- ニューヨーク、セントローレンス大学（英語版）、2002年